# Lista de episódios de Patrões Fora
Abaixo está a lista de episódios da sitcom da SIC, Patrões Fora, criada por Vera Sacramento, Roberto Pereira e Sérgio Henrique. Estreou a 9 de janeiro de 2021. A sitcom segue a vida de Odete Barata, a empregada doméstica do programa de day-time da SIC, o Casa Feliz, visto que sempre que os apresentadores do programa se ausentam no fim-de-semana do programa, a empregada se aproveita o facto dos patrões lhe terem confiado a chave e leva para lá os seus familiares, às escondidas, desfrutando com eles de todas as comodidades que a casa tem para oferecer.

## Resumo
| Resumo | Resumo | Episódios | Episódios | Originalmente exibido  | Originalmente exibido  |
| Resumo | Resumo | Episódios | Episódios | Estreia da temporada   | Final da temporada     |
| ------ | ------ | --------- | --------- | ---------------------- | ---------------------- |
|        | Piloto | Piloto    | Piloto    | 12 de dezembro de 2020 | 12 de dezembro de 2020 |
|        | 1      | 8         | 8         | 9 de janeiro de 2021   | 6 de março de 2021     |
|        | 2      | 8         | 8         | 13 de março de 2021    | 22 de maio de 2021     |
|        | 3      | 4         | 4         | 22 de janeiro de 2022  | 5 de março de 2022     |

Temporadas de Verão
| Resumo | Resumo | Episódios | Episódios | Originalmente exibido | Originalmente exibido |
| Resumo | Resumo | Episódios | Episódios | Estreia da temporada  | Final da temporada    |
| ------ | ------ | --------- | --------- | --------------------- | --------------------- |
|        | 1      | 4         | 4         | 7 de agosto de 2021   | 28 de agosto de 2021  |
|        | 2      | 7         | 7         | 9 de julho de 2022    | 3 de setembro de 2022 |

## Episódios

### Piloto
| Título | Escrito por                                        | Exibição original      | Cód. de produção | Audiências (em milhões) |
| --- | -------------------------------------------------- | ---------------------- | ---------------- | ----------------------- |
| "Piloto" | Vera Sacramento, Roberto Pereira e Sérgio Henrique | 12 de dezembro de 2020 | 001              | 1.37                    |
| Patrões Fora, dia santo na... casa! A família da empregada Odete mudou-se de armas e bagagens. É um fim de semana à patrão. Só há um problema... a cusca da vizinha pode estragar a festa. Artistas Convidados: Toy como ele mesmo e Daniela Ferrão como ela mesma Participações: Diana Chaves como ela mesma e João Baião como ele mesmo Adicional: Nuno Pinheiro como Agente Afonso Henriques |                                                    |                        |                  |                         |

### 1.ª temporada (2021)
| # | ## | Título                                          | Escrito por                                        | Exibição original       | Cód. de produção | Audiências (em milhões) |
| --- | -- | ----------------------------------------------- | -------------------------------------------------- | ----------------------- | ---------------- | ----------------------- |
| 1 | 1  | "Patrões Fora, Promessas de Ano Novo em Marcha" | Vera Sacramento, Roberto Pereira e Sérgio Henrique | 9 de janeiro de 2021    | 101              | 1.21                    |
| A casa voltou a encher-se para se descobrir traições e assinar papéis de divórcio. Adicional: Luana Piovanni como Juraci e Luís Aleluia como Ernesto |    |                                                 |                                                    |                         |                  |                         |
| 2 | 2  | "Patrões Fora, Casa Cheia"                      | Vera Sacramento, Roberto Pereira e Sérgio Henrique | 16 de janeiro de 2021   | 102              | 1.30                    |
| Os Patrões não estão em casa e por isso houve espaço para um evento muito especial! Adicional: Ricardo Raposo como Xavi |    |                                                 |                                                    |                         |                  |                         |
| 3 | 3  | "Patrões Fora, Odete na Presidência"            | Vera Sacramento, Roberto Pereira e Sérgio Henrique | 30 de janeiro de 2021   | 103              | 1.01                    |
| Depois do aniversário de Milita, Benvinda torna-se uma ameaça e só há uma solução: voltar a abrir as urnas e fazer eleições. Ausentes: Maria João Abreu como Palmira Silva e José Raposo como Tozé Barata Participação: João Baião como ele mesmo Duplo de Baião: Paulo Silva como Odete 2 e Baião 2                                |    |                                                 |                                                    |                         |                  |                         |
| 4 | 4  | "Patrões Fora, Assalto na Casa"                 | Vera Sacramento, Roberto Pereira e Sérgio Henrique | 6 de fevereiro de 2021  | 104              | 1.20                    |
| Quebra Ossos anda à solta e Milita é apanhada a meio do roubo do assaltante. O que será que lhe vai acontecer? Adicional: Francisco Macau como Quebra Ossos Artista Convidado: João Carlos Moleira como ele mesmo e Hernâni Carvalho como ele mesmo                                                                                 |    |                                                 |                                                    |                         |                  |                         |
| 5 | 5  | "Patrões Fora, Não Perderam Pela Demora"        | Vera Sacramento, Roberto Pereira e Sérgio Henrique | 13 de fevereiro de 2021 | 105              | 1.04                    |
| A família Barata foi escorraçada da Casa Feliz por Benvinda e a sua família, mas no final a vingança foi feita! Ausente: Carlos Areia como Norberto Silva Participação: João Baião como ele mesmo Adicional: Luís Aleluia como Ernesto e Joana França como Vitória Stephenie                                                        |    |                                                 |                                                    |                         |                  |                         |
| 6 | 6  | "Patrões Fora, Pipocas a Toda a Hora"           | Vera Sacramento, Roberto Pereira e Sérgio Henrique | 20 de fevereiro de 2021 | 107              | 1.08                    |
| A família Barata não vai perder o último episódio de Golpe de Sorte, mas antes há tarefas por acabar e um grande mistério por resolver, até porque as semelhanças entre a Palmira e a protagonista da série, têm de ser tiradas a limpo. Artista Convidada: Maria João Abreu como ela mesma Adicional: Tiago Castro como jornalista |    |                                                 |                                                    |                         |                  |                         |
| 7 | 7  | "Patrões Fora, é Benvinda a Toda a Hora"        | Vera Sacramento, Roberto Pereira e Sérgio Henrique | 27 de fevereiro de 2021 | 108              | 0.71                    |
| Cindy e Nelo anunciam o noivado à família, mas o anúncio mais bombástico acaba de chegar! A ex do Nelo aparece grávida e diz que este é o pai da criança, será mesmo? Adicional: Cecília Henriques como Jéssica |    |                                                 |                                                    |                         |                  |                         |
| 8 | 8  | "Patrões Fora, Mandam as Mulheres Agora"        | Vera Sacramento, Roberto Pereira e Sérgio Henrique | 6 de março de 2021      | 109              | 0.76                    |
| Os Barata dão folga às mulheres para jogar à sueca. O jogo pode virar, mas ganha quem tiver o maior trunfo! Será que é desta que a Benvinda vence? Ausente: Maria João Abreu como Palmira Silva Adicional: Luís Aleluia como Ernesto                                                                                                |    |                                                 |                                                    |                         |                  |                         |

### 2.ª temporada (2021)
| # | ## | Título                                            | Escrito por                                        | Exibição original   | Cód. de produção | Audiências (em milhões) |
| --- | -- | ------------------------------------------------- | -------------------------------------------------- | ------------------- | ---------------- | ----------------------- |
| 9 | 1  | "Patrões Fora, Trafulhice a Toda a Hora"          | Vera Sacramento, Roberto Pereira e Sérgio Henrique | 13 de março de 2021 | 201              | 0.68                    |
| A temperatura vai subir! Os Barata voltaram e o clima vai aquecer. Ausentes: Maria João Abreu como Palmira e José Raposo como Tozé Artista Convidado: João Baptista como ele mesmo Adicional: Nuno Pinheiro como Agente Afonso Henriques |    |                                                   |                                                    |                     |                  |                         |
| 10 | 2  | "Patrões Fora, Siga a Música Sem Demora"          | Vera Sacramento, Roberto Pereira e Sérgio Henrique | 20 de março de 2021 | 202              | 0.74                    |
| A família Barata voltou a arranjar novos negócios e a emaranhar-se em mais mentiras. O Padre Borga e a irmã Vicência também fizeram parte desta confusão! Artista Convidado: Padre Borga como ele mesmo Adicional: Susana Cacela como Vicência e ?? como Romeu |    |                                                   |                                                    |                     |                  |                         |
| 11 | 3  | "Patrões Fora, Odete Tramada a Toda a Hora"       | Vera Sacramento, Roberto Pereira e Sérgio Henrique | 27 de março de 2021 | 203              | 0.71                    |
| O casamento de Odete e Tozé pode estar em risco depois da família Barata receber em casa a visita inesperada de Tuxa, a mãe de Cindy. Adicional: Helena Laureano como Tuxa |    |                                                   |                                                    |                     |                  |                         |
| 12 | 4  | "Patrões Fora, e Não é Que Vai Tudo Preso Agora?" | Vera Sacramento, Roberto Pereira e Sérgio Henrique | 10 de abril de 2021 | 205              | 0.81                    |
| Os Patrões estão Fora mas a chegada do irmão de Odete vai pôr tudo e todos em alvoroço. E para ajudar à festa, a avó Milita ficou numa cadeira de rodas. Adicional: João Baião como Óscar e Nuno Pinheiro como Inspetor Agente Farelos |    |                                                   |                                                    |                     |                  |                         |
| 13 | 5  | "Patrões Fora, Até os Mortos Ressuscitam Agora"   | Vera Sacramento, Roberto Pereira e Sérgio Henrique | 17 de abril de 2021 | 206              | 1.62                    |
| Um acidente fatal envolve Odete num crime, com consequências inesperadas. Como é que este drama vai acabar? Quem irá correr o risco de ir para a prisão? Odete, Benvinda ou Palmira? Adicional: Gonçalo de Oliveira como ele mesmo |    |                                                   |                                                    |                     |                  |                         |
| 14 | 6  | "Patrões Fora, Livramo-nos de Boa Agora"          | Vera Sacramento, Roberto Pereira e Sérgio Henrique | 24 de abril de 2021 | 207              | 1.10                    |
| Na véspera do 25 de abril, Cindy faz anos e descobre que pode estar grávida. Será que a família Barata vai crescer? Adicional: Joana França como Vitória Stephenie |    |                                                   |                                                    |                     |                  |                         |
| 15 | 7  | "Patrões Fora, Vamos Para Bebidorme Agora"        | Vera Sacramento, Roberto Pereira e Sérgio Henrique | 1 de maio de 2021   | 208              | 0.97                    |
| Os Barata são despedidos, há uma empregada nova na Casa Feliz e um plano em marcha para lhe trocar as voltas. E o impossível acontece: Odete e Benvinda unem forças. Adicional: Sara Norte como Regina |    |                                                   |                                                    |                     |                  |                         |
| 16 | 8  | "Patrões Fora, Somos Campeões Agora"              | Vera Sacramento, Roberto Pereira e Sérgio Henrique | 22 de maio de 2021  | 209              | 0.81                    |
| O sonho aconteceu. Nelo vai jogar a partida que pode levar o Morteirense a subir de divisão. A família Barata não podia estar mais orgulhosa do seu 'menino de ouro'. A cusca da vizinha não gosta de perder nem a feijões e vale tudo para conseguir que o Barata Júnior passe para o lado dos ranhadenses. Será que Benvinda vai conseguir conquistar a carteira de Nelo? Adicional: Luís Aleluia como Ernesto Nota: Último episódio com a participação de Maria João Abreu como Palmira e José Raposo como Tozé |    |                                                   |                                                    |                     |                  |                         |

### 3.ª temporada (2022)
| # | ## | Título                                                            | Escrito por                                        | Exibição original       | Cód. de produção | Audiências (em milhões) |
| --- | -- | ----------------------------------------------------------------- | -------------------------------------------------- | ----------------------- | ---------------- | ----------------------- |
| 17 | 1  | "Patrões Fora, Estou Bem Tramada Agora"                           | Vera Sacramento, Roberto Pereira e Sérgio Henrique | 22 de janeiro de 2022   | 301              | ASD                     |
| Ausente: Heitor Lourenço como Fernando Barata Participação: Diana Chaves como ela mesma Adicional: Joana França como Vitória Stephenie dos Anjos e João Didelet como Simão Malataia |    |                                                                   |                                                    |                         |                  |                         |
| 18 | 2  | "Patrões Fora, A Ver Se Me Deixam Sossegada Agora"                | Vera Sacramento, Roberto Pereira e Sérgio Henrique | 29 de janeiro de 2022   | 302              | ASD                     |
| Adicional: João Didelet como Simão Malataia e Joaquim Guerreiro como Roberto Tainha                                                                                                 |    |                                                                   |                                                    |                         |                  |                         |
| 19 | 3  | "Patrões Fora, O Que É Que Eu Faço Com Estas Duas Malucas Agora?" | Vera Sacramento, Roberto Pereira e Sérgio Henrique | 12 de fevereiro de 2022 | 303              | ASD                     |
| Participação Especial: Florbela Queiroz como Sancha Benedita Eufémia Albuquerque Corte Real «Bisó»                                                                                  |    |                                                                   |                                                    |                         |                  |                         |
| 20 | 4  | "Patrões Fora, Acho que Sou Eu que Vou Desmaiar Agora"            | Vera Sacramento, Roberto Pereira e Sérgio Henrique | 5 de março de 2022      | 305              | ASD                     |
| Artista Convidada: Mónica Sintra como ela mesma |    |                                                                   |                                                    |                         |                  |                         |

## Especiais

### Especial de Natal
| Título | Escrito por                                        | Exibição original      | Cód. de produção | Audiências (em milhões) |
| --- | -------------------------------------------------- | ---------------------- | ---------------- | ----------------------- |
| "Patrões Fora, Natal Antecipado" | Vera Sacramento, Roberto Pereira e Sérgio Henrique | 20 de dezembro de 2020 | 002              | 1.09                    |
| Os Baratas já anteciparam as festividades natalícias. Odete reuniu a família para a troca de presentes, mas nem tudo corre como planeado. Adicional: Afonso Vilela como Natalino e João Baião como Óscar |                                                    |                        |                  |                         |

### Especial de Ano Novo
| Título | Escrito por                                        | Exibição original      | Cód. de produção | Audiências (em milhões) |
| --- | -------------------------------------------------- | ---------------------- | ---------------- | ----------------------- |
| "Patrões Fora, Ano Novo na Casa" | Vera Sacramento, Roberto Pereira e Sérgio Henrique | 31 de dezembro de 2020 | 003              | 0.98                    |
| Dona Odete organiza um Réveillon com "Rosinha", "Quim Barreiros", "Ágata", "Augusto Canário", "Branca de Neve", "João Baião" e "Diana Chaves", mas Benvinda ameaça estragar os planos e, no final, é Ana Malhoa quem salva a festa. Participações: Diana Chaves como ela mesma e João Baião como ele mesmo Artista Convidada: Ana Malhoa como ela mesma Adicional: Miguel Ramos como ?? Duplo de Baião: Paulo Silva como Odete 2 e Baião 2 |                                                    |                        |                  |                         |

### Especial de Carnaval
| Título | Escrito por                                        | Exibição original       | Cód. de produção | Audiências (em milhões) |
| --- | -------------------------------------------------- | ----------------------- | ---------------- | ----------------------- |
| "Patrões Fora no Carnaval, Só Podia Acabar Mal" | Vera Sacramento, Roberto Pereira e Sérgio Henrique | 16 de fevereiro de 2021 | 106              | 0.94                    |
| A festa esteve em risco mas nada foi capaz de impedir a família Barata de celebrar o Carnaval. Adicional: Raquel Tavares como Vandinha Carioca e Diogo Valsassina como Alex |                                                    |                         |                  |                         |

### Especial de Páscoa
| Título | Escrito por                                        | Exibição original  | Cód. de produção | Audiências (em milhões) |
| --- | -------------------------------------------------- | ------------------ | ---------------- | ----------------------- |
| "Patrões Fora, Aguenta e Não Chora" | Vera Sacramento, Roberto Pereira e Sérgio Henrique | 3 de abril de 2021 | 204              | 0.98                    |
| Patrões Fora é sinónimo de Páscoa Feliz, mas a surpresa que Nelo preparou vai instalar alguma confusão na casa. Adicional: Raquel Sampaio como Rebeca e Carlos Cunha como Marcos |                                                    |                    |                  |                         |

### Especial Hell's Kitchen
| Título | Escrito por                                        | Exibição original  | Cód. de produção | Audiências (em milhões) |
| --- | -------------------------------------------------- | ------------------ | ---------------- | ----------------------- |
| "Patrões Fora, Até o Chef 'Lubogiro' Adora" | Vera Sacramento, Roberto Pereira e Sérgio Henrique | 5 de junho de 2021 | 210              | 1.12                    |
| A família Barata invadiu a cozinha mais famosa do país. Há um desafio a superar e uma traição para aceitar. E assim ficam reunidas todas as condições para tudo correr bem...bem mal! Será que o chefe Ljubomir vai conseguir comandar as tropas? Ausente: Maria João Abreu como Palmira e José Raposo como Tozé Participação: Ljubomir Stanisic como ele mesmo Adicional: Luís Aleluia como Ernesto e Joana França como Vitória Stephanie |                                                    |                    |                  |                         |

### Especial de Carnaval
| Título | Escrito por                                        | Exibição original       | Cód. de produção | Audiências (em milhões) |
| --- | -------------------------------------------------- | ----------------------- | ---------------- | ----------------------- |
| "Patrões Fora, Quem é Que Vai Brincar ao Carnaval Agora?"                                                                                   | Vera Sacramento, Roberto Pereira e Sérgio Henrique | 26 de fevereiro de 2022 | 304              | ASD                     |
| Participação: João Baião como ele mesmo e Ana Patrícia Carvalho como ela mesma Adicional: Maria Tavares como Matreira: A Ladra Carnavaleira |                                                    |                         |                  |                         |

## Temporada de Verão

### 1.ª temporada (2021)
| # | ## | Título                                                   | Escrito por                                        | Exibição original    | Cód. de produção | Audiências (em milhões) |
| --- | -- | -------------------------------------------------------- | -------------------------------------------------- | -------------------- | ---------------- | ----------------------- |
| 1 | 1  | "Patrões Fora, o Diamante já cá Mora"                    | Vera Sacramento, Roberto Pereira e Sérgio Henrique | 7 de agosto de 2021  | TV01             | 0.93                    |
| Adicional: Luís Aleluia como Ernesto e Guilherme Leite como Sultão 'Abdul Ala Que Se Faz Tarde'                                                                                         |    |                                                          |                                                    |                      |                  |                         |
| 2 | 2  | "Patrões Fora, Como é Que Eu Me Safo Desta Agora?"       | Vera Sacramento, Roberto Pereira e Sérgio Henrique | 14 de agosto de 2021 | TV02             | 0.77                    |
| Participação: Dr. Almeida Nunes como ele mesmo Adicional: João Didelet como Simão Malataia                                                                                              |    |                                                          |                                                    |                      |                  |                         |
| 3 | 3  | "Patrões Fora e Dentro, Isto Ainda Vai Dar em Casamento" | Vera Sacramento, Roberto Pereira e Sérgio Henrique | 21 de agosto de 2021 | TV03             | 0.83                    |
| Artista Convidado: Emanuel como ele mesmo Participação: Diana Chaves como ela mesma Adicional: Joana França como Vitória Stephanie                                                      |    |                                                          |                                                    |                      |                  |                         |
| 4 | 4  | "Patrões Fora, o Que Será dos Baratas Agora?"            | Vera Sacramento, Roberto Pereira e Sérgio Henrique | 28 de agosto de 2021 | TV04             | 0.89                    |
| Adicional: Helena Laureano como Tuxa, Ricardo Raposo como Xavier «Xavi», Vitor Hugo como Venâncio Carocha, Pedro Moldão como Agente Pires e Cátia Ribeiro como Doutora da Conservatória |    |                                                          |                                                    |                      |                  |                         |

### 2.ª temporada (2022)
| # | ## | Título                                                                         | Escrito por                                             | Exibição original     | Cód. de produção | Audiências (em milhões) |
| --- | -- | ------------------------------------------------------------------------------ | ------------------------------------------------------- | --------------------- | ---------------- | ----------------------- |
| 5 | 1  | "Patrões Fora, Bem-Vinda de Volta Rica Nora"                                   | Patrícia Castanheira, Sérgio Henrique e Vera Sacramento | 9 de julho de 2022    | TV201            | ASD                     |
| Ausente: Rita Salema como Maria Assunção «Xaxão» Corte Real Adicional: Joana França como Vitória Stephenie dos Anjos e Ricardo Raposo como Xavier «Xavi» da Silva Carocha                     |    |                                                                                |                                                         |                       |                  |                         |
| 6 | 2  | "Patrões Fora, Quem é Que Vai Conseguir Viver Sem a Cusca da Benvinda, Agora?" | Patrícia Castanheira, Sérgio Henrique e Vera Sacramento | 16 de julho de 2022   | TV202            | ASD                     |
| Ausente: Heitor Lourenço como Fernando Barata Adicional: Luís Aleluia como Ernesto |    |                                                                                |                                                         |                       |                  |                         |
| 7 | 3  | "Patrões Fora, Irmãos Inseparáveis a Partir de Agora!"                         | Patrícia Castanheira, Sérgio Henrique e Vera Sacramento | 23 de julho de 2022   | TV203            | ASD                     |
| Ausente: Noémia Costa como Benvinda dos Anjos, Heitor Lourenço como Fernando Barata e Rita Salema como Maria Assunção «Xaxão» Corte Real Adicional: Cristina Oliveira como Lurdes «Lurdinhas» |    |                                                                                |                                                         |                       |                  |                         |
| 8 | 4  | "Patrões Fora, Estou de Coração Cheio Agora"                                   | Patrícia Castanheira, Sérgio Henrique e Vera Sacramento | 6 de agosto de 2022   | TV204            | ASD                     |
| Participação: Sérginho como Dr. Arnaldo Amorim Adicional: Matita Ferreira como Frederica de Lemos «Kika»                                                                                      |    |                                                                                |                                                         |                       |                  |                         |
| 9 | 5  | "Patrões Fora, e Tudo Volta ao Normal Agora"                                   | Patrícia Castanheira, Sérgio Henrique e Vera Sacramento | 13 de agosto de 2022  | TV205            | ASD                     |
| Participação: João Baião como ele mesmo Adicional: Joana França como Vitória Stephenie dos Anjos e Ricardo Rodrigues como Técnico de Desinfeção                                               |    |                                                                                |                                                         |                       |                  |                         |
| 10 | 6  | "Patrões Fora, Só Me Apetece Esganar Esta Gente Toda Agora"                    | Patrícia Castanheira, Sérgio Henrique e Vera Sacramento | 20 de agosto de 2022  | TV206            | ASD                     |
| Ausente: Rita Salema como Maria Assunção «Xaxão» Corte Real Adicional: João Didelet como Simão Malataia Voz-Off: Paulo Cardoso                                                                |    |                                                                                |                                                         |                       |                  |                         |
| 11 | 7  | "Patrões Fora, Quem é Que Nos Vai Aturar Agora?"                               | Patrícia Castanheira, Sérgio Henrique e Vera Sacramento | 3 de setembro de 2022 | TV207            | ASD                     |
| Participação: João Baião como ele mesmo Adicional: Luís Aleluia como Ernesto |    |                                                                                |                                                         |                       |                  |                         |